# Maira varians
Maira varians là một loài ruồi trong họ Asilidae. Maira varians được Ricardo miêu tả năm 1929. Loài này phân bố ở miền Australasia.